# Фелічень (комуна)
Фелічень, Фелічені (рум. Feliceni) — комуна у повіті Харгіта в Румунії. До складу комуни входять такі села (дані про населення за 2002 рік):
- Александріца (54 особи)
- Арвецень (107 осіб)
- Велень (256 осіб)
- Оцень (236 осіб)
- Полоніца (319 осіб)
- Теляк (199 осіб)
- Теурень (433 особи)
- Фелічень (618 осіб) — адміністративний центр комуни
- Форцень (390 осіб)
- Хогія (277 осіб)
- Чирешень (137 осіб)

Комуна розташована на відстані 213 км на північ від Бухареста, 41 км на захід від М'єркуря-Чука, 140 км на південний схід від Клуж-Напоки, 73 км на північ від Брашова.

## Населення
За даними перепису населення 2002 року у комуні проживали 3026 осіб.
Національний склад населення комуни:
| Національність | Кількість осіб | Відсоток |
| -------------- | -------------- | -------- |
| угорці         | 3005           | 99,3%    |
| румуни         | 21             | 0,7%     |

Рідною мовою назвали:
| Мова      | Кількість осіб | Відсоток |
| --------- | -------------- | -------- |
| угорська  | 3006           | 99,3%    |
| румунська | 20             | 0,7%     |

Склад населення комуни за віросповіданням:
| Релігія                             | Кількість осіб | Відсоток |
| ----------------------------------- | -------------- | -------- |
| реформати                           | 2013           | 66,5%    |
| римо-католики                       | 846            | 28,0%    |
| унітарії                            | 108            | 3,6%     |
| православні                         | 23             | 0,8%     |
| лютерани (Аугсбурзького сповідання) | 7              | 0,2%     |
| не релігійні                        | 4              | 0,1%     |
| баптисти                            | 3              | 0,1%     |
| атеїсти                             | 3              | 0,1%     |
| п'ятдесятники                       | 1              | < 0,1%   |
| старообрядці                        | 1              | < 0,1%   |